# Legnica
Legnica (tysk: Liegnitz; tjekkisk: Lehnice; latin: Lignitium) er en by i en den centrale del af Nedre Schlesien i det sydvestlige Polen. Legnica har 94.878(2021) indbyggere og ligger ved floden Kaczawa, en biflod til floden Oder. 
Legnica var fra 1248 til 1675 residens for hertugerne af Legnica.